# Hrachovo
Hrachovo este o comună slovacă, aflată în districtul Rimavská Sobota din regiunea Banská Bystrica, pe malul râului Rimava⁠(d). Localitatea se află la altitudinea de 273 m deasupra n.m., se întinde pe o suprafață de 11,84 km2 și în 2017 număra 835 de locuitori.

## Istoric
Localitatea Hrachovo este atestată documentar din 1353.

## Demografie
| An:                | 1994 | 2004   | 2014   | 2024   |
| ------------------ | ---- | ------ | ------ | ------ |
| Număr de persoane: | 844  | 877    | 856    | 781    |
| Diferență:         |      | +3,90% | −2,39% | −8,76% |

| An:                | 2023 | 2024   |
| ------------------ | ---- | ------ |
| Număr de persoane: | 777  | 781    |
| Diferență:         |      | +0,51% |